# لو زياوجون
لو شياو جون (ولد 27 تموز 1984) هو رباع صيني. وهو بطل أولمبي وثلاث مرات بطل العالم. وهو أيضا حامل الرقم القياسي العالمي والاولمبي و لكل من خطف والكلي في فئة 77 كجم . سجل 177 كيلوغرام (390 رطل) في رفعة الخطف و 380 كيلوغرام (840 رطل) المجموع.

## وصلات خارجية
- لو زياوجون على موقع الاتحاد الدولي (الإنجليزية)
- لو زياوجون على موقع IAT Database Weightlifting (الألمانية)
- لو زياوجون على موقع اللجنة الأولمبية الدولية (الإنجليزية)
- لو زياوجون على موقع أوليمبيديا (الإنجليزية)